# Juszczyn (przystanek kolejowy)
Juszczyn – przystanek kolejowy w Juszczynie, w województwie małopolskim, w Polsce. Budynek dworcowy zburzony.

## Ruch pasażerski
| Rok  | Wymiana pasażerska na dobę |
| ---- | -------------------------- |
| 2017 | 0-9                        |
| 2022 | 0-9                        |